# نوروز تی‌وی
نوروز تی‌وی (Newroz TV) یک شبکه تلویزیونی بود که برنامه‌های خود را از کشور سوئد پخش می‌کرد. این شبکه که به بنیاد رسانه کردی تعلق داشت، از روز ۲۱ مارس ۲۰۰۷ (۱ فروردین ۱۳۸۶) پخش برنامه‌های خود را به زبان‌ کردی آغاز کرد. نوروز تی‌وی به دنبال متوقف شدن پخش برنامه‌هایش توسط شرکت یوتل‌ست در سال ۲۰۱۶ تعطیل شد.

## نامگذاری
نامگذاری این شبکه به نام نوروز به دلیل اهمیت جشن نوروز در فرهنگ کردها و نیز دیگر مردم ایران است که مخاطبان برنامه‌های این شبکه هستند. نوروز همچنین سالگرد تأسیس این شبکه نیز به شمار می‌آید.

## محل تلویزیون
نوروز تی‌وی در ابتدای تأسیس خود از شهر استکهلم در سوئد به پخش برنامه می‌پرداخت. اما پس از مدتی مکان دفتر مرکزی شبکۀ‌ تلویزیونی تغییر کرد و به نروژ منتقل شد.

## گرایش سیاسی
مایکل گونتر از نوروز تی‌وی در کنار چندین تلویزیون و روزنامه به عنوان رسانه‌های مرتبط با کنفدراسیون انجمن‌های کرد در اروپا (کُن-کُرد) یاد کرده‌است که سازمانی چترگون متشکل از نهادهای مربوط به کردهای مقیم اروپا است. سیوان سعید نیز آن به عنوان رسانه‌ای مرتبط با کنگره ملی کردستان (ک.ن.ک) یاد کرده‌است. جوان محمود از آن به عنوان شبکه‌ای حزبی یاد کرده، و فوزی بیلگین و علی ساریهان نیز آن را به همراه چند رسانۀ‌ دیگر مرتبط با جنبش سیاسی حزب کارگران کردستان دانسته‌اند.
خبرگزاری فرات از تلویزیون نوروز به عنوان «تریبونی آزاد برای کُردها و دیگر خلق‌های آزادیخواه» یاد کرده و هدف آن را «برقراری دمکراسی و ایجاد زندگی آزادانه و برابر خلق‌ها در جغرافیای خارومیانه» اعلام کرده‌است.

## برنامه‌ها
نوروز تی‌وی بیشتر زمان خود را به پخش برنامه‌های سیاسی در رابطه با مسائل کردستان، ایران، خاورمیانه و جهان اختصاص داده‌است. با این حال برنامه‌های فرهنگی، هنری و برنامه‌های موسیقی نیز حجم زیادی از برنامه‌های نوروز تی‌وی را تشکیل می‌دهند. نوروز تی‌وی همچنین برنامه‌های زیادی را در رابطه با زنان پخش می‌کند و نسبت به مسائل سیاسی و اجتماعی و هویتی زنان نگاهی ویژه دارد.

### پخش برنامه‌های چرا تی‌وی
شبکۀ‌ تلویزیونی چرا تی‌وی به عنوان نخستین شبکۀ ‌تلویزیونی مردم ایزدی از ۴ اوت ۲۰۱۲ پخش برنامه‌های خود را آغاز کرد. چرا تی‌وی برای مدتی از ساعت ۲۱ تا ۲۴ بر روی تلویزیون نوروز تی‌وی قابل دریافت بود و تکرار برنامه‌های آن نیز از ۸ تا ۱۱ صبح روز بعد صورت می‌گرفت.

## زمان پخش
نوروز تی‌وی در ابتدا با پخش روزی ۳ ساعت برنامه آغاز به کار کرد، اما از سال ۱۳۸۷ برنامه‌های خود را به ۶ ساعت در روز افزایش یافت. هم‌اکنون پس از هشت سال فعالیت، برنامه‌های نوروز تی‌وی به ۱۲ ساعت در روز رسیده که با احتساب بازپخش آن ۲۴ ساعته است.

## تعطیلی و توقف پخش برنامه‌ها
حکومت ترکیه تلاشَ‌های دیپلماتیک گسترده‌ای را برای تعطیلی رسانه‌های کُردی‌زبان انجام داد و مشاجرات متعددی میان آنکارا و حکومت‌های اروپایی صورت گرفت. همزان با بالاگرفتن تیرگی روابط ترکیه و اروپا بر سر دسترسی به آزادی بیان و حقوق رسانه‌ها، درخواست ترکیه برای عضویت در اتحادیه اروپا هم در سال ۲۰۰۵ رد شد. با این وجود به صورت همزمان رسانه‌های کردی‌زبان در اروپا با ممانعت‌های بوروکراتیک متعددی مواجه شدند. شبکه‌های تلویزیونی کُردی در اروپا تحت این ممانعت‌ها مجبور به تعطیلی شده و یا در برخی موارد ناگزیر شدند با نام‌های جدیدی فعالیت خود را پی بگیرند.
به دنبال وقوع درگیری‌هایی در ترکیه در ژوئیۀ ۲۰۱۶ که از آن با عنوان کودتای نافرجام یاد شد، حکومت ترکیه به تعطیلی تعداد بسیار زیادی ز روزنامه‌ها،‌ مجله‌ها، شبکه‌های تلویزیونی و خبرگزاری‌ها پرداخت و تعداد بسیار زیادی از فعالان مطبوعاتی و رسانه‌ای را بازداشت و یا زندانی کرد.

شورای عالی رادیو و تلویزیون ترکیه با ارسال نامه‌ای‌ به شرکت فرانسوی یوتل‌ست از این شرکت خواست که مانع فعالیت شبکه‌های تلویزیونی نوروز تی‌وی و مد نوچه بشود. به دنبال این نامه، یوتل‌ست از ۹ اکتبر ۲۰۱۶ پخش برنامه‌های نوروز تی‌وی را بر روی این ماهواره متوقف کرد.

این در حالی بود که ترکیه و همچنین شرکت یوتل‌ست با ارسال نامه‌ای به مقامات دولت سوئد خواستار جلوگیری از فعالیت این تلویزیون شده‌بودند. کرستین موراست رئیس ادارۀ خبرگزاری و رادیو تلویزیون سوئد در ۱۳ اکتبر ۲۰۱۶ اعلام کرد که شورای عالی رادیو و تلویزیون ترکیه در ماه مه ۲۰۱۶ نامه‌ای به این اداره فرستاده و خواهان تعطیلی شبکه‌های تلویزیونی کُردی در سوئد شده‌است. به گفتۀ موراست در این نامه مشخصاً به چهار شبکۀ مد نوچه، سترک تی‌وی، نوروز تی‌وی و روناهی تی‌وی اشاره شده که دو شبکۀ‌اخیر در سوئد مستقر بودند. ترکیه در این نامه به کنوانسیون اروپا استناد کرده و فعالیت شبکه‌های کردی را تروریستی دانسته‌است. با این وجود ادارۀ خبرگزاری و رادیو تلویزیون سوئد در پاسخی که در ماه ژوئیه به این نامه داده اعلام کرده است که سوئد کنوانسیون مورد اشاره را امضا نکرده، و افزون بر این هیچ شکایتی در رابطه با محتوای برنامه‌های نوروز تی‌وی انجام نشده‌است. سپس شرکت یوتل‌ست در ۴ اکتبر نامه‌ای به ادارۀ خبرگزاری و رادیو تلویزیون سوئد ارسال کرده و در این رابطه خواهان توضیح شده‌است و مقامات سوئد همین پاسخ را در نامه‌ای به تاریخ ۶ اکتبر به شرکت یوتل‌ست نیز ارائه داده‌اند. با این وجود یوتل‌ست یک روز بعد در ۷ اکتبر گردانندگان نوروز تی‌وی را از توقف فعالیت تلویزیون‌شان طی چند روز آینده خبردار کرده‌است.

زینب مراد سردبیر شبکۀ تلویزیونی نوروز تی‌وی ممانعت از پخش برنامه‌های این شبکه را در ارتباط با تحولات کردستان ترکیه دانست و وضعیت مردم کرد در ترکیه دانست و گفت که حکومت ترکیه حتی در عرصۀ جهانی نیز به تضییع حقوق کردها می‌پردازد. زینب مراد این اقدام را در راستای سیاست‌های حزب حاکم عدالت و توسعه ارزیابی کرد و اعلام کرد که کارکنان این تلویزیون و فعالان رسانه‌ای ساکت ننشسته و به فعالیت فرهنگی و خبرنگاری خود ادامه داده و پخش برنامه‌های تلویزیون را بر روی ماهواره‌های دیگر مانند نایل‌ست و هاتبرد پی خواهند گرفت.
فاروق نزهت‌زاده مدیر شبکۀ توروز تی‌وی نیز با رد اتهام حکومت ترکیه مبنی بر تبلیغ تروریسم، برنامه‌های شبکه را اخبار، مستند و محتوای فرهنگی برای کردها و دیگر مردمان ایران دانست، و اعلام کرد که پخش برنامه‌های نوروز تی‌وی به ماهواره‌های نایل‌ست و هات‌برد منتقل خواهد شد. نزهت‌زاده گفت ما از همۀ‌احزاب کردی حمایت می‌کنیم، اما این بدین معنی نیست که با آن‌ها در ارتباط هستیم. وی گفت نوروز تی‌وی نیز همانند دیگر شبکه‌های تلویزیونی آنچه را که در واقع اتفاق می‌افتد نشان می‌دهد و در فعالیت خود تابع قوانین کشور سوئد است.

بیرگیتا اولسون وزیر سابق امور اتحادیۀ اروپای دولت سوئد، و مسئول وقت سیاست خارجی حزب لیبرال‌های سوئد نیز ممانعت ترکیه از فعالیت رسانه‌های کردی را اقدامی تنفربرانگیز دانست،‌ و آن را در تداوم سرکوب مطبوعات و رسانه‌ها در ترکیه توسط اردوغان ارزیابی کرد و از مارگوت والستروم وزیر وقت امور خارجۀ سوئد خواست با احضار سفیر ترکیه در سوئد به این مسئله واکنش نشان دهد. هانس لیند مسئول سیاست خارجی حزب چپ سوئد نیز اعلام کرد که از طرف حزب خود نامه‌ای اعتراض‌آمیز به سفیر ترکیه در این کشور ارسال می‌کند. هانس لیند همچنین با ارسال نامه‌ای به وزیر امور خارجۀ سوئد از وی پرسید که به منظور ایجاد امکان برای فعالیت مجدد نوروز تی‌وی چه راهکاری را در دست اقدام دارد.
فدراسیون خبرنگاران اروپا و گزارشگران بدون مرز نیز به انتقاد از این اقدام حکومت ترکیه و شرکت یوتل‌ست پرداختند. جاناتان لوندکویست رئیس شعبۀ گزارشگران بدون مرز در سوئد نیز با اعتراض به این اقدام حکومت ترکیه آن را در راستای خاموش کردن تبادل آزادانۀ‌ عقاید دانست، و از شرکت یوتل‌ست نیز انتقاد کرد که از فرمان حکومتی تبعیت کرده که به فشار بر خبرنگاران می‌پردازد و حتی تلویزیونی را هدف قرار می‌دهد که اصلاً شهروندان کشور ترکیه را مخاطب خود قرار نداده‌است.

با این وجود مدیران نوروز تی‌وی در برابر این اقدام شرکت یوتل‌ست به طرح شکایت پرداختند. در ۱۵ نوامبر ۲۰۱۶ دادگاه بازرگانی فرانسه ممانعت از فعالیت نوروز تی‌وی و نیز شبکۀ‌ تلویزیونی مد نوچه را غیرقانونی اعلام کرد و به ادامۀ فعالیت این شبکه‌های‌ تلویزیونی رأی داد.

 به موجب این حکم چنانچه شرکت یوتل‌ست نسبت به راه‌اندازی مجدد برنامه‌های نوروز تی‌وی اقدام نکند به پرداخت روزانه ده هزار یورو جریمه محکوم خواهد بود.

## حملات پارازیتی
در فوریۀ ۲۰۲۱ نوروز تی‌وی با انتشار اطلاعیه‌ای اعلام کرد که در روزهای منتهی به ۲۱ فوریه با حملات پارازیتی مواجه شده‌است که پخش برنامه در کردستان ایران و عراق را با مشکل جدی مواجه کرده و به قطع برنامه‌های این شبکه انجامیده‌است. تلویزیون نوروز در مدت فعالیت خود بارها مورد حملات پارازیتی حکومت ایران قرار گرفته‌بود.

### مقالات
- رضایی، احمد و محمدی، نریمان. ۱۳۹۴. رسانۀ مدرن و برساخت هویت: کانال‌های ماهواره‌های کردی و هویت قومی کردهای ایران، در فصلنامۀ توسعۀ‌ اجتماعی (توسعۀ انسانی سابق)،‌ دورۀ‌ ۹، شمارۀ ۳، بهار ۱۳۹۴، صص ۱۱۴-۷۹.
- عبداللهیان، حمید و سهرابی، زهرا. تحلیل دریافت پیام‌های شبکۀ ماهواره‌ای نوروز: مطالعۀ موردی زنان کرد ایلامی، در فصلنامۀ راهبرد اجتماعی فرهنگی، سال ششم، شمارۀ ۲۲، بهار ۱۳۹۶، صص ۴۷-۲۷.

- Mohammadpur, Ahmad; Ross, Norbert Otto and Mohammadi, Nariman. 2016. The fiction of nationalism: Newroz TV representationsof Kurdish nationalism, in European Journal of Cultural Studies, Volume 20, page(s): 167-179.